# Brian Redman
Brian Redman (n. 9 martie 1937, Colne, Anglia, Regatul Unit) este un fost pilot englez de Formula 1.
1. ↑  Brian Redman